# Суда (притока Волги)
Суда (рос. Суда) — річка в Вологодській області Росії, впадає в Рибінське водосховище на річці Волга.
Довжина — 184 кілометри, площа басейну — 13 500 км², середня витрата води — 134 м³/с.
Найбільші притоки — Шогда, Андога (ліві); Колп, Ворон, Петух (праві).
Суда утворюється при злитті двох річок: Ножема та Колошма в північно-західній частині Вологодської області в селі Морозово (поблизу села Кіїно). Ширина річки близько 30 — 40 метрів; берега річки — високі, лісисті; швидкість течії велика; в руслі багато кам'янистих перекатів.